# 鍾欣怡
鍾欣怡（1982年4月17日—），客家人，臺灣演員與節目主持人。最初是拍攝威寶電信系列廣告而走紅，被稱為「威寶妹」。

## 家庭
2014年與綜藝節目製作人也是作詞家孫儀獨子孫樂欣登記結婚，並於2014年剖腹產下一女。2017年再生一子。

## 演出作品

### 電視劇
| 年份   | 頻道              | 劇名                        | 飾演                     |
| ------ | ----------------- | --------------------------- | ------------------------ |
| 2002年 | 華視              | 《麻辣鮮師》                | 閻心怡（小柔）           |
| 2002年 | 八大              | 《18岁的约定》              | 客串 心怡                |
| 2003年 | 大愛              | 《心靈好手》                | 謝秀英                   |
| 2005年 | 八大              | 《惡靈05》                  | 涼子                     |
| 2006年 | 中視              | 《愛殺17》                  | 謝愛琳                   |
| 2006年 | 衛視中文台        | 《驚異傳奇》時間線          | 陳心齡                   |
| 2006年 | 衛視中文台        | 《驚異傳奇》過去式男人      | 婷婷                     |
| 2006年 | 客家電視台        | 《魯冰花》                  | 林雪芬                   |
| 2008年 | 民視              | 《原來我不帥》(Pretty Ugly) | 劉品萱                   |
| 2008年 | 中視              | 《牽牛花開的日子》          | 范曉希                   |
| 2009年 | 馬來西亞Astro AEC | 《逆風18》                  | 小杉                     |
| 2009年 | 馬來西亞Astro AEC | 《高校鐵金剛》              | 欣怡                     |
| 2009年 | 華視              | 《魔女18號》                | 阮香梅                   |
| 2009年 | 客家電視台        | 《流漂子》                  | 安妮                     |
| 2010年 | 大愛劇場          | 《一閃一閃亮晶晶》          | 江宇璇                   |
| 2011年 | 中視              | 《我和我的兄弟·恩》         | 潔西卡                   |
| 2011年 | 臺視              | 《姊妹》                    | 王曼琳                   |
| 2013年 | 中視              | 《求愛365》                 | 小Q                      |
| 2014年 | 臺視              | 《神仙·老師·狗》            | 三井櫻桃                 |
| 2014年 | 臺視              | 《雨後驕陽》                | 劉雨嫻                   |
| 2014年 | 華視              | 《A咖的路》                 | 年輕時的白蕙蘭（周曉蘭） |
| 2016年 | 臺視              | 《加油！美玲》              | 夏玫瑰                   |

### 電影
| 年份   | 片名                            | 飾演       |
| ------ | ------------------------------- | ---------- |
| 2012年 | 《犀利人妻最終回：幸福男·不難》 | 藍天蔚表妹 |
| 2012年 | 《暴走吧女人》                  |            |
| 2014年 | 《痞子遇到愛》                  |            |

### 緯來數位電影
- 2007年《鬥陣來發財》飾-文心

### MV
- 2004年 周渝民《媽媽說》
- 2006年 李聖傑《很想说》
- 2006年 黃品源《愛你愛妳》
- 2006年 董事長樂團《新男性的復仇》
- 2007年 李玖哲《做你的天》
- 2008年 泰国CHIN《遇见你》

## 主持作品

### 電視節目
| 年份   | 頻道       | 節目                        | 備註                 |
| ------ | ---------- | --------------------------- | -------------------- |
| 2005年 | 亞洲旅遊台 | 《火車看世界》              |                      |
| 2005年 | 台灣電視台 | 《戰國星天王》              | 與董至成、宋新妮主持 |
| 2006年 | 亞洲旅遊台 | 《火車看世界》              |                      |
| 2006年 | 民視無線台 | 《電玩特攻》                |                      |
| 2007年 | 中視無線台 | 《我猜我猜我猜猜猜》        | 代班主持             |
| 2008年 | 公共電視台 | 《街頭博識王》              | 助理主持             |
| 2008年 | 世界電視台 | 《TV課輔班》                |                      |
| 2008年 | 華視       | 《POWER星期天》案發現場單元 | 助理主持             |
| 2010年 | 華視       | 《天才衝衝衝》              |                      |
| 2015年 | 緯來綜合台 | 《玩美的人類》              |                      |
| 2023年 | 三立都會台 | 《健康零距離》              | 代班主持             |

## 出版作品

### 書籍
- 2007年《鍾欣怡鬱金香日記》出版社：科寶 ISBN 9789866953231

## 音樂作品

### 歌唱
- 2009年《暖流》（《逆風18》主題曲）

## CF
- PLAYA鞋子–波西米亞風、地中海風
- 中華銀行信用卡
- 聯合勸募公益廣告
- YAMAHA機車–頂樓篇、黃瓜篇
- 威寶電信–租屋篇、臺南學長篇、送機篇；麻吉篇、PUB篇、抽血篇、香港週年慶篇

## 外部連結
- 鍾欣怡 Cathy Chung的Facebook專頁
- 鍾欣怡的新浪微博
- 鍾欣怡在香港影庫上的簡介
- YouTube上的Cathy Chung鍾欣怡頻道
- 鍾欣怡的Instagram帳戶